# Inge van Dijk (CDA)
Inge van Dijk (Helmond, 6 mei 1975) is een Nederlands politica. Namens het Christen-Democratisch Appèl (CDA) is zij sinds de verkiezingen van 2021 lid van de Tweede Kamer.
Van Dijk had tussen 2001 en 2018 een zetel in de gemeenteraad van het Noord-Brabantse Gemert-Bakel. In dat laatste jaar werd zij daar wethouder. Ook was zij voorzitter van CDA Brabant van 2015 tot 2020.

## Jeugd en opleiding
Van Dijk werd in 1975 in de Brabantse stad Helmond geboren. Haar vader werkte als gasfitter en het gezin verhuisde naar het nabijgelegen Bakel toen ze één jaar oud was. Ze doorliep de middelbare school aan het Helmondse Dr. Knippenbergcollege en volgde tussen 1994 en 1999 een opleiding bedrijfskunde aan HAS Hogeschool in 's-Hertogenbosch.

## Carrière
Ze nam in 1999 een baan als intern accountmanager zakelijke relaties bij de Rabobank en bleef daar werken tot ze in 2018 tot wethouder werd benoemd. Ze was werkzaam bij verschillende filialen en het nationale kantoor in verschillende functies waaronder productmanager. Naast haar baan zat ze in de gemeenteraad van Gemert-Bakel en deed ze vrijwilligerswerk bij een aantal lokale verenigingen waaronder handbalclub Acritas, waar ze tot 2014 trainer, coach en bestuurslid was.
Van Dijk werd lid van de gemeenteraad in 2001, een paar jaar nadat de gemeenten Gemert en Bakel gefuseerd waren. Ze heeft verteld dat zij en haar vader campagne hadden gevoerd tegen de herindeling en dat ze vanwege die ervaring had besloten om politiek actief te worden. Tijdens de gemeenteraadsverkiezing in 2014 was ze de lijsttrekker van haar partij, terwijl ze bij de voorgaande verkiezing nog op plek acht stond. Ze was de opvolger van Harrie Verkampen, die de partij enkele decennia in Gemert-Bakel had geleid. Het CDA behaalde in 2014 een meerderheid van de zetels, iets wat niet tijdens de vorige verkiezingen was gelukt. In november 2015 werd Van Dijk ook voorzitter van CDA Brabant.
Ze was wederom de lijsttrekker in Gemert-Bakel tijdens de gemeenteraadsverkiezingen van 2018 en verliet de raad in mei om fulltime wethouder van economie en sport te worden in het nieuwe college. Ze nam ook ontslag bij de Rabobank. In juli 2019 overleefde ze een motie van wantrouwen, die was ingediend omdat ze tegen plannen voor een nieuw zwembad was vanwege het financiële risico. In plaats daarvan wilde het college een bestaand zwembad in de gemeente renoveren. Als voorzitter van CDA Brabant was Van Dijk betrokken bij de vorming van de coalitie met onder andere het populistische Forum voor Democratie. Een meerderheid van de CDA-leden (56%) was in een referendum voorstander van de coalitie, die controversieel was vanwege ideologische verschillen. De vorige coalitie was gevallen toen het CDA eruit stapte. Toen in mei 2020 een van de vier wethouders van Gemert-Bakel opstapte, wijzigde de portefeuille van Van Dijk; ze werd ook verantwoordelijk voor financiën en vastgoed en gaf sportbeleid op.
Van Dijk deed mee aan de Tweede Kamerverkiezingen 2021 als nummer 4 op de kandidatenlijst van het CDA. In november 2020 – kort nadat haar plaats bekend was gemaakt – stapte ze op als voorzitter van CDA Brabant. Ze ontving 16.851 voorkeurstemmen en legde de eed af op 31 maart. Van Dijk heeft economische zaken, binnenlandse zaken (exclusief wonen), de financiële sector en sport in haar portefeuille (voorheen ook koninkrijksrelaties). Ze is lid van de vaste commissies voor Binnenlandse Zaken, Digitale Zaken, Economische Zaken en Klimaat, Koninkrijksrelaties en Rijksuitgaven, alsook van de commissie voor de Werkwijze. In de Tweede Kamer stelde ze voor €10 miljoen per jaar vrij te maken voor subsidies voor lokale politieke partijen naast de al bestaande €27 miljoen voor subsidies voor landelijke partijen. Ook wilde ze met geld uit een Europees herstelfonds gratis internet aanbieden aan mensen met een laag inkomen. In 2023 stelde Van Dijk een actieplan voor om verenigingen te ondersteunen. Ze vond dat de overheid deze te veel als commerciële bedrijven behandelde en dat ze daardoor onder dreigden te gaan. Ze benadrukte het belang van het verenigingsleven voor de samenleving. Maatregelen waren onder andere het vrijstellen van btw, het verhogen van de vrijwilligersvergoeding en de overheid het eerste jaar contributie laten betalen voor nieuwe inwoners.
Van Dijk was de lijstduwer van het CDA in Gemert-Bakel bij de gemeenteraadsverkiezingen van maart 2022.
In 2023 voerde Van Dijk gesprekken met BBB over een overstap. Uiteindelijk bleef ze bij het CDA.

## Privéleven
Van Dijk heeft een partner en drie stiefkinderen.
Haar voormalige huis in Bakel werd in 2019 onderwerp van gemeentepolitiek, omdat het pand en het naastgelegen pand de bestemming agrarische bedrijfswoning hadden. Ze had geprobeerd dit te veranderen bij de Raad van State, maar een boer uit de buurt diende bezwaar in uit angst voor strengere milieu-eisen voor zijn bedrijf. De gemeenteraad wijzigde uiteindelijk de bestemming van de twee panden in burgerwoning.

## Onderscheidingen
- Lid in de Orde van Oranje-Nassau (6 april 2019)[6]

Henri Bontenbal · Derk Boswijk · Inge van Dijk · Harmen Krul · Eline Vedder